# Бессоново (Воскресенский район)
Бессо́ново — деревня в Воскресенском муниципальном районе Московской области. Входит в состав сельского поселения Ашитковское. Население — 160 чел. (2010).

## География

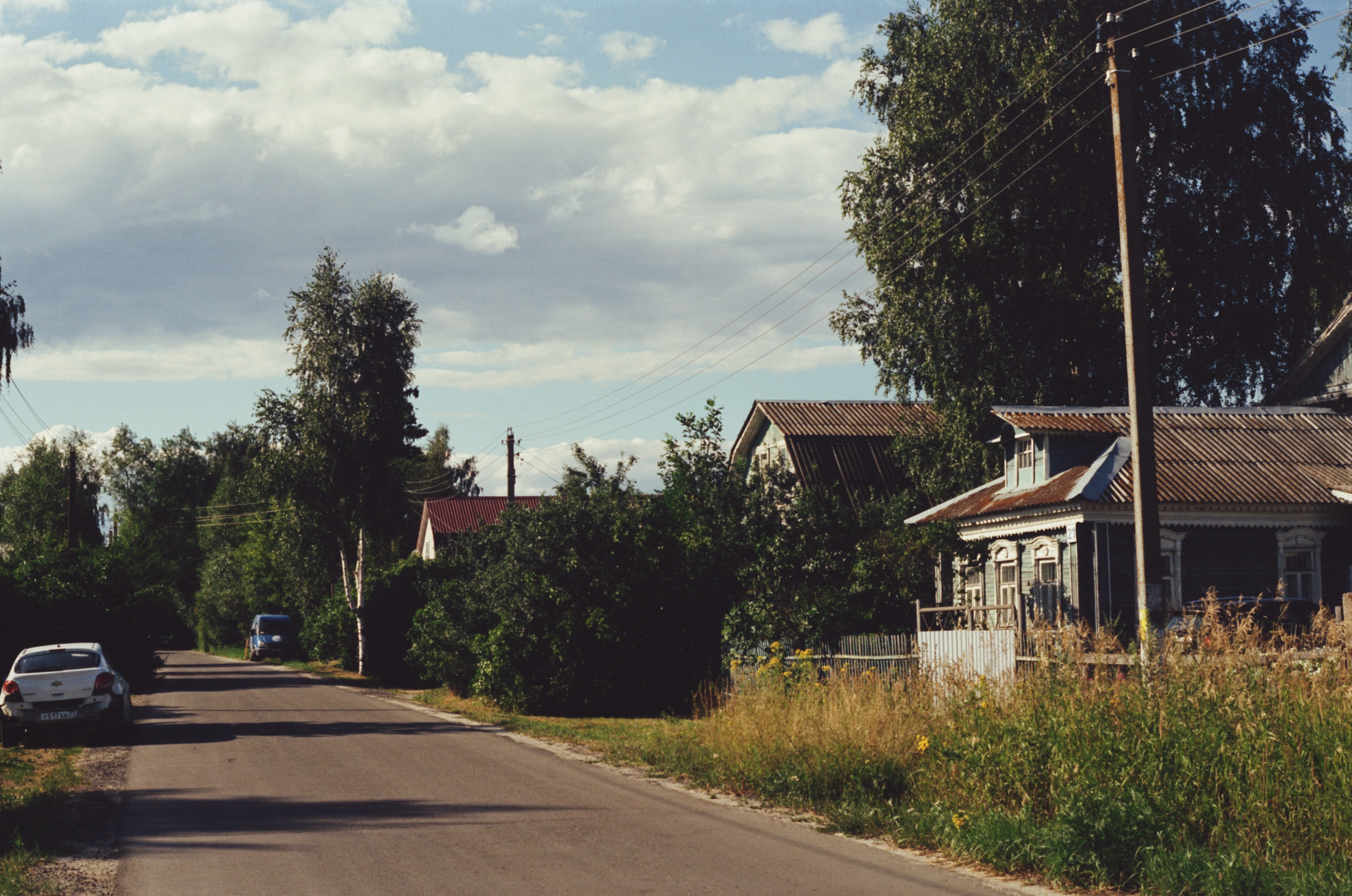
Общий вид улицы в деревне Бессоново (2021)

Деревня Бессоново расположена в восточной части Воскресенского района, примерно в 7 км к северу от города Воскресенск. Высота над уровнем моря 114 м. Через деревню протекает река Сушенка. В деревне 5 улиц. Ближайший населённый пункт — село Конобеево.

## Название
В конце XVIII века деревня упоминается как Безсоновка, позднее — Бессоново. Название связано с некалендарным личным именем Безсон (Бессон).

## История

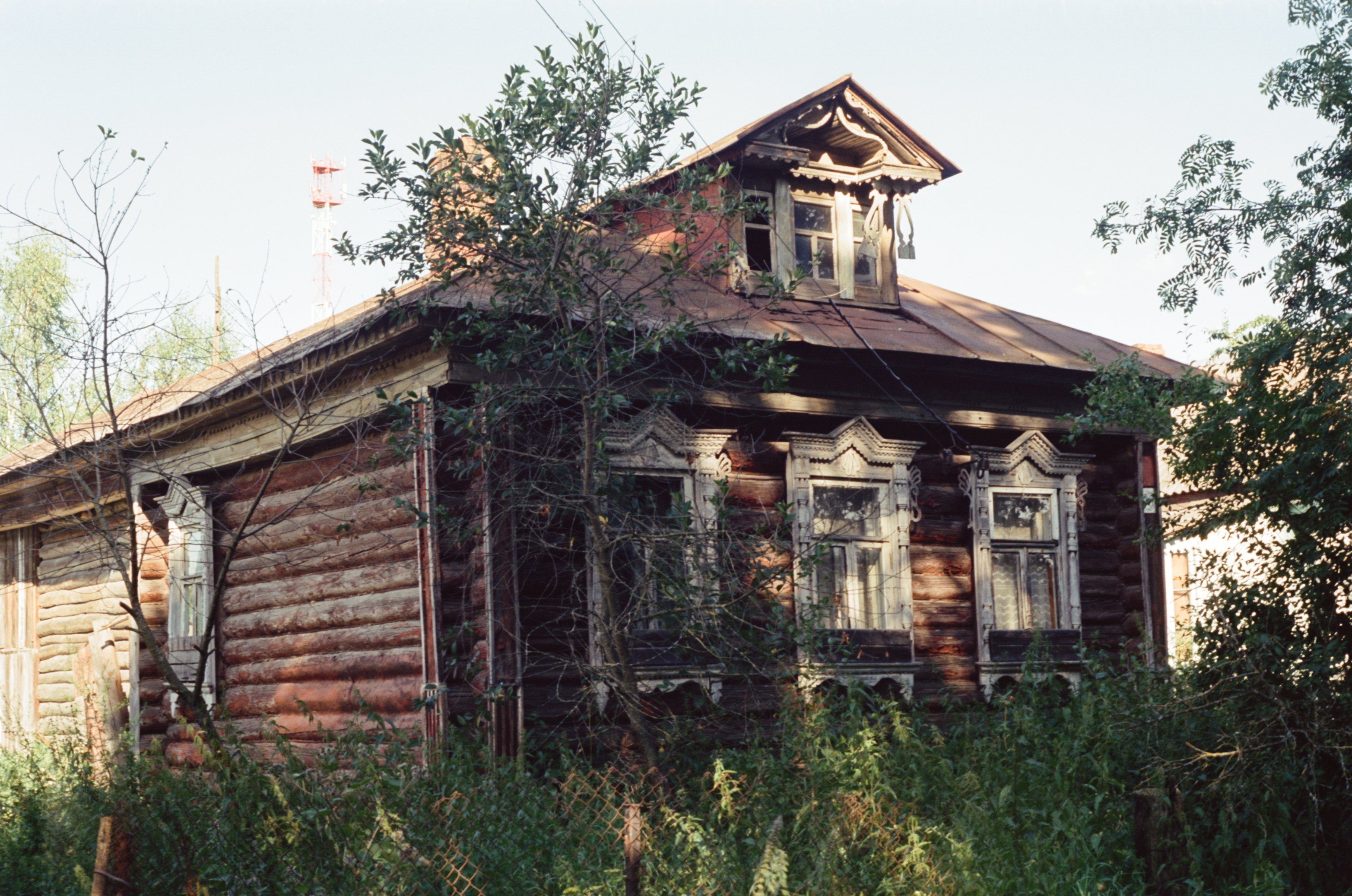
Дом в деревне Бессоново

В 1926 году деревня являлась центром Бессоновского сельсовета Усмерской волости Бронницкого уезда Московской губернии.

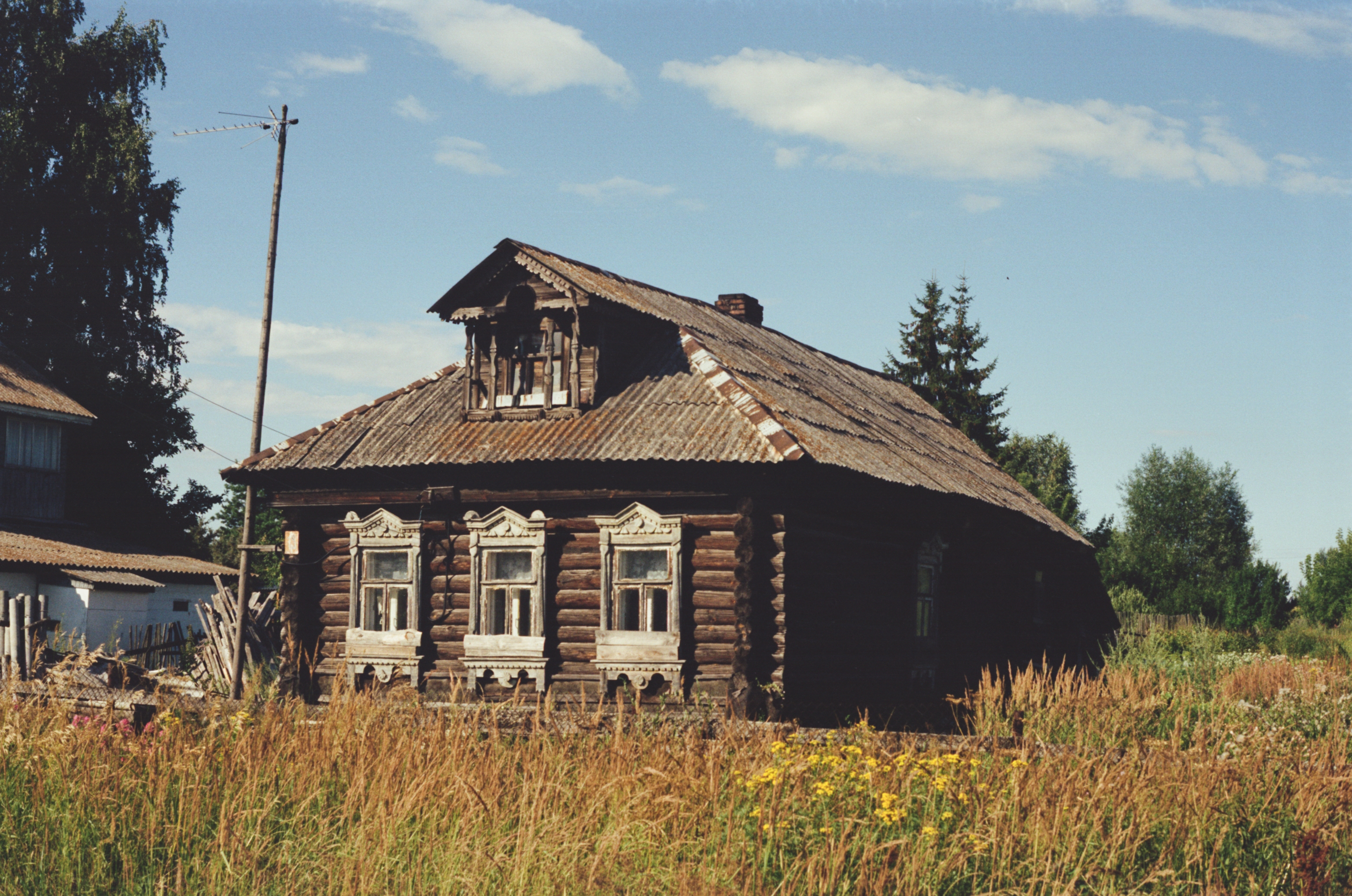

С 1929 года — населённый пункт в составе Ашитковского района Коломенского округа Московской области, с 1930-го, в связи с упразднением округа и переименованием района, — в составе Виноградовского района Московской области. В 1957 году, после того как был упразднён Виноградовский район, деревня была передана в Воскресенский район.
До муниципальной реформы 2006 года Бессоново входило в состав Конобеевского сельского округа Воскресенского района.

## Население

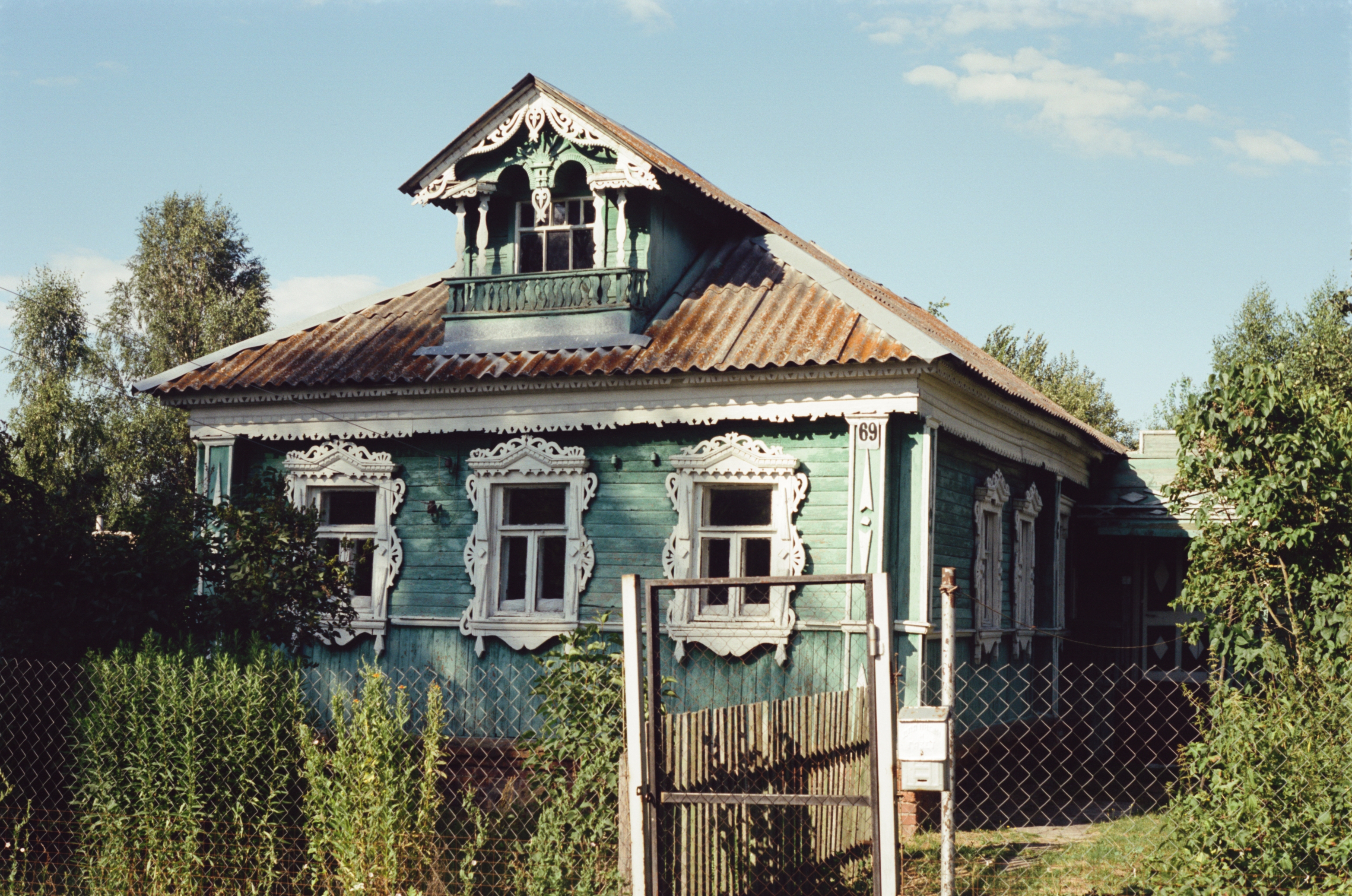
Деревня Бессоново, дом 69

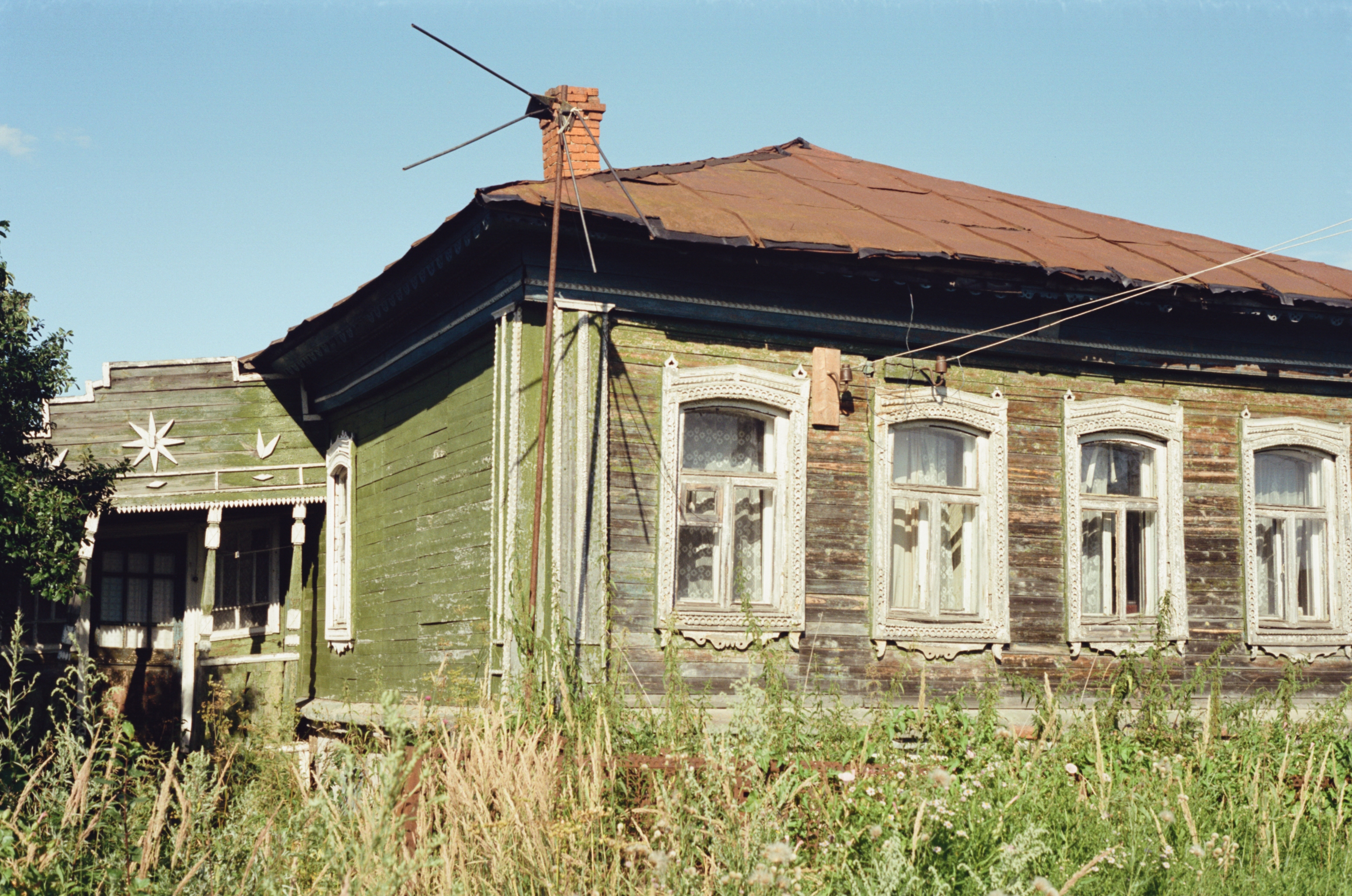

В 1926 году в деревне проживало 777 человек (364 мужчины, 413 женщин), насчитывалось 152 хозяйства, из которых 142 было крестьянских. По переписи 2002 года — 161 человек (71 мужчина, 90 женщин).
| 1926 | 2002 | 2010 |
| ---- | ---- | ---- |
| 777  | ↘161 | ↘160 |